# Lac Palairet
Lac Palairet är en sjö i Kanada.   Den ligger i regionen Saguenay–Lac-Saint-Jean och provinsen Québec, i den östra delen av landet, 700 km norr om huvudstaden Ottawa. Lac Palairet ligger 522 meter över havet. Arean är 13,5 kvadratkilometer. Den sträcker sig 7,9 kilometer i nord-sydlig riktning, och 3,8 kilometer i öst-västlig riktning.
Trakten runt Lac Palairet är nära nog obefolkad, med mindre än två invånare per kvadratkilometer.